# Concurrent-User-Lizenzmodell
Das Concurrent-User-Lizenzmodell beschreibt in der Informationstechnologie eine Lizenzierungsform, bei der die maximale Anzahl der Nutzer festgelegt wird, die gleichzeitig auf eine Ressource zugreifen dürfen. Eine Ressource ist zum Beispiel eine Softwareanwendung, ein Batchprozessor, eine Datei oder ein Arbeitsplatz. Die Concurrent-User-Lizenzierung unterscheidet sich damit von dem Named-User-Lizenzmodell, bei dem die Anzahl der Nutzer ohne Zeitbezug festgelegt wird. Die Software selbst kann beim Concurrent-User-Lizenzmodell auf beliebig vielen Rechnern installiert sein. Ein zentraler Server verwaltet dabei die Lizenzen, die auch Floating-Lizenzen  oder Netzwerklizenzen genannt werden. Der Server registriert die Anzahl der aktuell vergebenen Lizenzen und gewährt jedem prinzipiell berechtigten Benutzer das Recht zur Benutzung. Sind alle Lizenzen vergeben, muss ein zusätzlicher konkurrierender Benutzer warten, bis ein anderer Benutzer seine Session beendet und somit wieder eine Lizenz zur Verfügung steht.
Während also beispielsweise eine Software mit einer Lizenz für fünf Concurrent-User auch von mehr als fünf Nutzern verwendet werden darf, können dabei zu jedem Zeitpunkt aber nur maximal fünf Nutzer gleichzeitig darauf zugreifen. Eine Software mit einer Lizenz für fünf Named-User hingegen kann ausschließlich von maximal fünf registrierten, namentlich eingetragenen Nutzern verwendet werden.
Mittels Lizenzmanagementsoftware können Concurrent-User-Lizenzen verwaltet werden.  